# Kraftwerk As Pontes
Das Kraftwerk As Pontes in As Pontes de García Rodríguez (Provinz A Coruña) ist ein Kohle- und Gaskraftwerk. Es besteht aus vier kohlebefeuerten Blöcken mit je 350 MW und zwei GuD-Blöcken mit je 430 MW. Bekannt ist es für seinen 356 m hohen Schornstein (Endesa Termic), der dritthöchste in Europa.
Das Kraftwerk verfeuerte ursprüngliche heimische Braunkohle. 1993–1996 wurde es auf Verfeuerung von Importkohle umgerüst. Der ausgekohlte Tagebau dient heute als Kühlwasserteich.
Endesa hat Ende 2019 beantragt, die kohlebefeuerten Blöcke des Kraftwerks stillzulegen; die Stilllegung wurde im August 2023 genehmigt. Nach dem Verbrennen der letzten Kohle bis November 2023 wurden die kohlebefeuerten Blöcke endgültig stillgelegt.

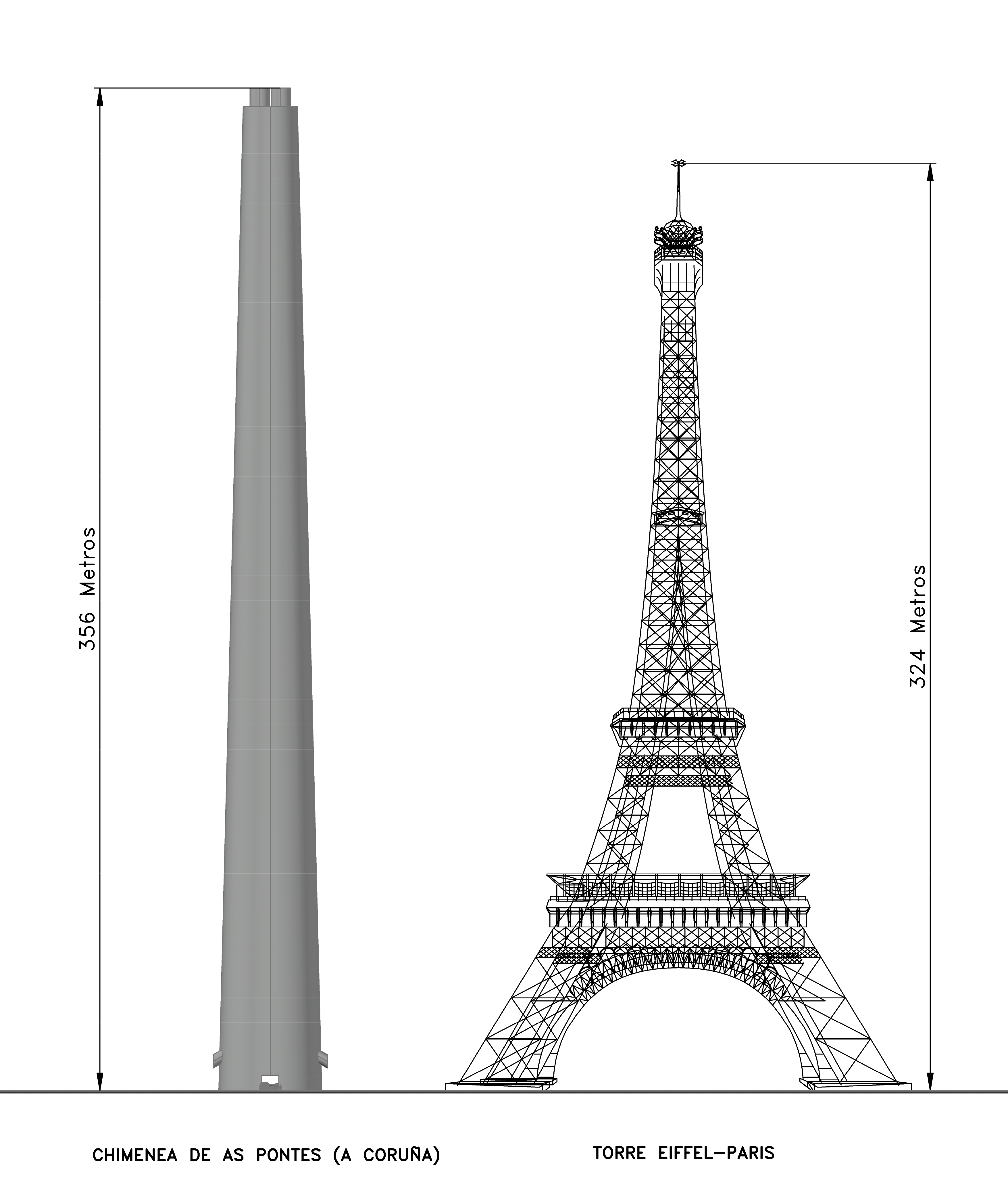
Schornstein des Kraftwerks As Pontes im Höhenvergleich mit dem Eiffelturm in Paris.